# Prionus imbricornis
Prionus imbricornis es una especie de escarabajo longicornio del género Prionus, tribu Prionini. Fue descrita científicamente por Linné en 1767.
Se distribuye por Canadá y Estados Unidos. Mide 23,8-50 milímetros de longitud. El período de vuelo ocurre en los meses de marzo a noviembre.